# Žeje pri Komendi
Žeje pri Komendi este o localitate din comuna Komenda, Slovenia, cu o populație de 141 de locuitori.